# 武寧陵
武寧陵中国北齐文宣帝陵墓，位于河北省磁县城关镇前湾漳村。墓高30米，直径150米。墓长52米，深12米，墓道呈斜坡形，南高北低，全长37米，上口宽4米，下底宽3.5米，北端深约9米。墓室高近13米，其四壁厚2.25米，由五层砖砌成。南北7.56米，东西7.4米，面积近56平方米。墓前存二石人，高4.06米。墓前神道长270米。墓于1987年被发掘，出土1805件陶俑，其中两件侍卫俑高1.5米。为磁县北朝墓中出土最大的两件。